# Ernest Harper
Ernest Harper (Reino Unido, 3 de agosto de 1902-9 de octubre de 1979) fue un atleta británico, especialista en la prueba de maratón en la que llegó a ser subcampeón olímpico en 1936.

## Carrera deportiva
En los JJ. OO. de Berlín 1936 ganó la medalla de plata en la carrera de maratón, recorriendo los 42,195 km en un tiempo de 2:31:23 segundos, llegando a meta tras el japonés Son Kitei y por delante de otro japonés Nan Shoryu (bronce).